# ريان غوزمان
ريان غوزمان (بالإنجليزية: Ryan Guzman)‏ (ولد في 21 سبتمبر 1987) ممثل وعارض أزياء أمريكي سابق، ولد في تكساس قبل أن ينتقل في سن صغيرة مع أسرته إلى كاليفورنيا، عٌرف بدوره في سلسلة الأفلام الشهيرة ستيب أب، بالإضافة إلى ذلك شارك في عدة أعمال منها ذا بوي نيكست دور ، والمسلسل التلفزيوني الشهير الكاذبات الصغيرات الجميلات.

## روابط خارجية
- ريان غوزمان على موقع IMDb (الإنجليزية)
- ريان غوزمان على موقع روتن توميتوز (الإنجليزية)
- ريان غوزمان على موقع ألو سيني (الفرنسية)
- ريان غوزمان على موقع أول موفي (الإنجليزية)
- ريان غوزمان على موقع بوكس أوفيس موجو (الإنجليزية)
- ريان غوزمان على موقع قاعدة بيانات الفيلم (الإنجليزية)